# Fermo amministrativo
Il fermo amministrativo (atto definito dall'articolo 86 del D.P.R. n. 602 del 1973) è una sanzione accessoria prevista dal codice della strada (articoli 213, 214 Nuovo codice della strada) per determinate violazioni in aggiunta alla pena pecuniaria, e ha effetti sullo status giuridico del bene che risulta non più autorizzato alla circolazione.
In caso si venisse sorpresi a condurre un veicolo posto sotto fermo amministrativo si incorrerebbe in un'ammenda fino a 2.628,15 euro e alla confisca immediata del mezzo.
Inoltre con il D.P.R. 602 del 1973 è stato introdotto come forma di riscossione coattiva, qualora non fosse possibile il pignoramento da parte dell'ente creditore. 
Successivamente, con l'articolo 3 della legge n. 248 del dicembre 2005, è stato reso l'atto preliminare per l'espropriazione forzata da parte del concessionario della riscossione dei tributi, le cosiddette ganasce fiscali.
Il provvedimento è stato reso esecutivo dalla legge finanziaria per il 2006.
In base a questa norma, Equitalia, il concessionario della riscossione (per conto dell'agenzia delle entrate, dell'INPS, dell'INAIL, del Comune, della Camera di commercio, ecc.) in caso di mancato pagamento della cartella esattoriale, entro 60 giorni dalla notifica, procede a inviare un preavviso di 20 giorni al contribuente moroso, con il quale lo si avverte che, in caso di mancato pagamento, l'autovettura (o qualsiasi altro bene registrato) indicata nel provvedimento di fermo non potrà più circolare, pena sanzioni e mancata validità dell'assicurazione RCA.